# كأس النرويج 1953
كأس النرويج 1953 (بالنرويجية: Norgesmesterskapet i fotball for menn 1953)‏ هو الموسم 48 من كأس النرويج. أشرف على تنظيمه اتحاد النرويج لكرة القدم، وفاز فيه نادي فيكينغ.